# Cheesesteak

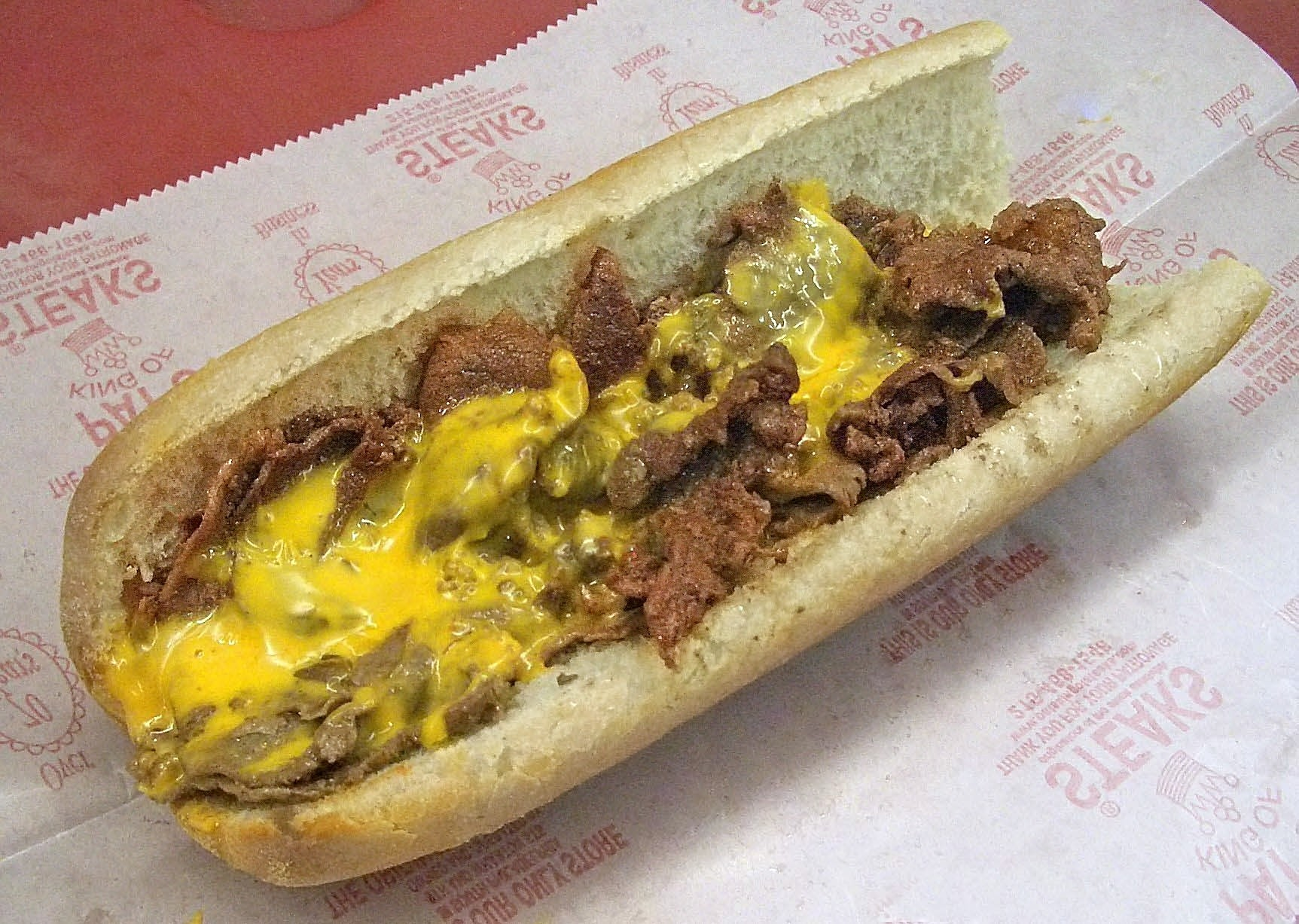
Philly Cheesesteak

Ein Cheesesteak, auch bekannt als Philadelphia Cheesesteak oder Philly Cheesesteak, ist eine Sandwich-Spezialität aus Philadelphia. Es besteht aus sehr dünn geschnittenem Steakfleisch (oft Ribeye), das kurz gebraten und dann mit Käse, meist Provolone, in einem länglichen weichen Weizenbrötchen serviert wird.
Wahlweise wird das Cheesesteak, das vermutlich in den 1930er Jahren von den Brüdern Pat und Harry Olivieri im Pat’s King of Steaks erfunden wurde, mit glasierten Zwiebeln bzw. grünem Paprika und weiteren Zutaten angeboten.

## Geschichte
Das Cheesesteak wurde Anfang des 20. Jahrhunderts entwickelt, „indem man gebrutzeltes Rindfleisch, Zwiebeln und Käse in einem kleinen Brotlaib kombinierte“, wie es in einem 1987 von der Library Company of Philadelphia und der Historical Society of Pennsylvania herausgegebenen Ausstellungskatalog heißt.
Die Philadelphianer Pat und Harry Olivieri werden oft als Erfinder des Sandwiches angesehen, weil sie in den frühen 1930er Jahren gehacktes Steak auf einem italienischen Brötchen servierten. Die genaue Entstehungsgeschichte ist umstritten, aber einigen Berichten zufolge besaßen Pat und Harry Olivieri ursprünglich einen Hotdog-Stand und beschlossen, ein neues Sandwich mit gehacktem Rindfleisch und gegrillten Zwiebeln zuzubereiten.
Während Pat das Sandwich aß, soll ein Taxifahrer vorbeigekommen sein und es bestellt haben. Nachdem er es gegessen hatte, schlug der Taxifahrer Olivieri vor, die Herstellung von Hotdogs aufzugeben und sich stattdessen auf das neue Sandwich zu konzentrieren. Sie begannen, diese Variante von Steak-Sandwiches an ihrem Hotdog-Stand in der Nähe des Italian Market in South Philadelphia zu verkaufen. Sie wurden so populär, dass Pat sein eigenes Restaurant eröffnete, das noch heute als Pat's King of Steaks betrieben wird.

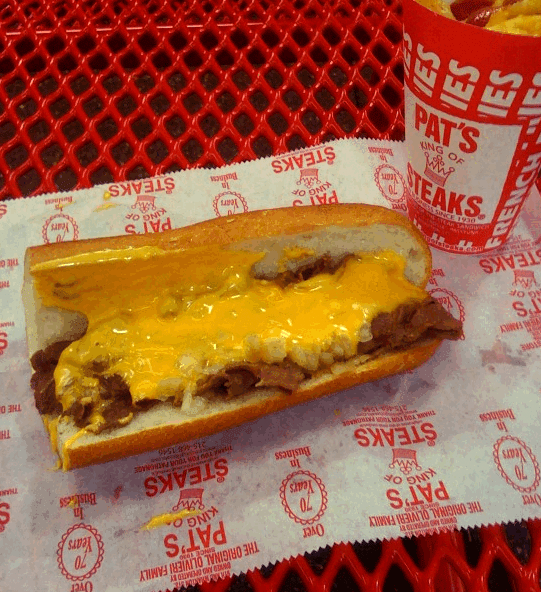
Ein Cheesesteak mit Cheez Whiz und Zwiebeln von Pat's King of Steaks, Philadelphia

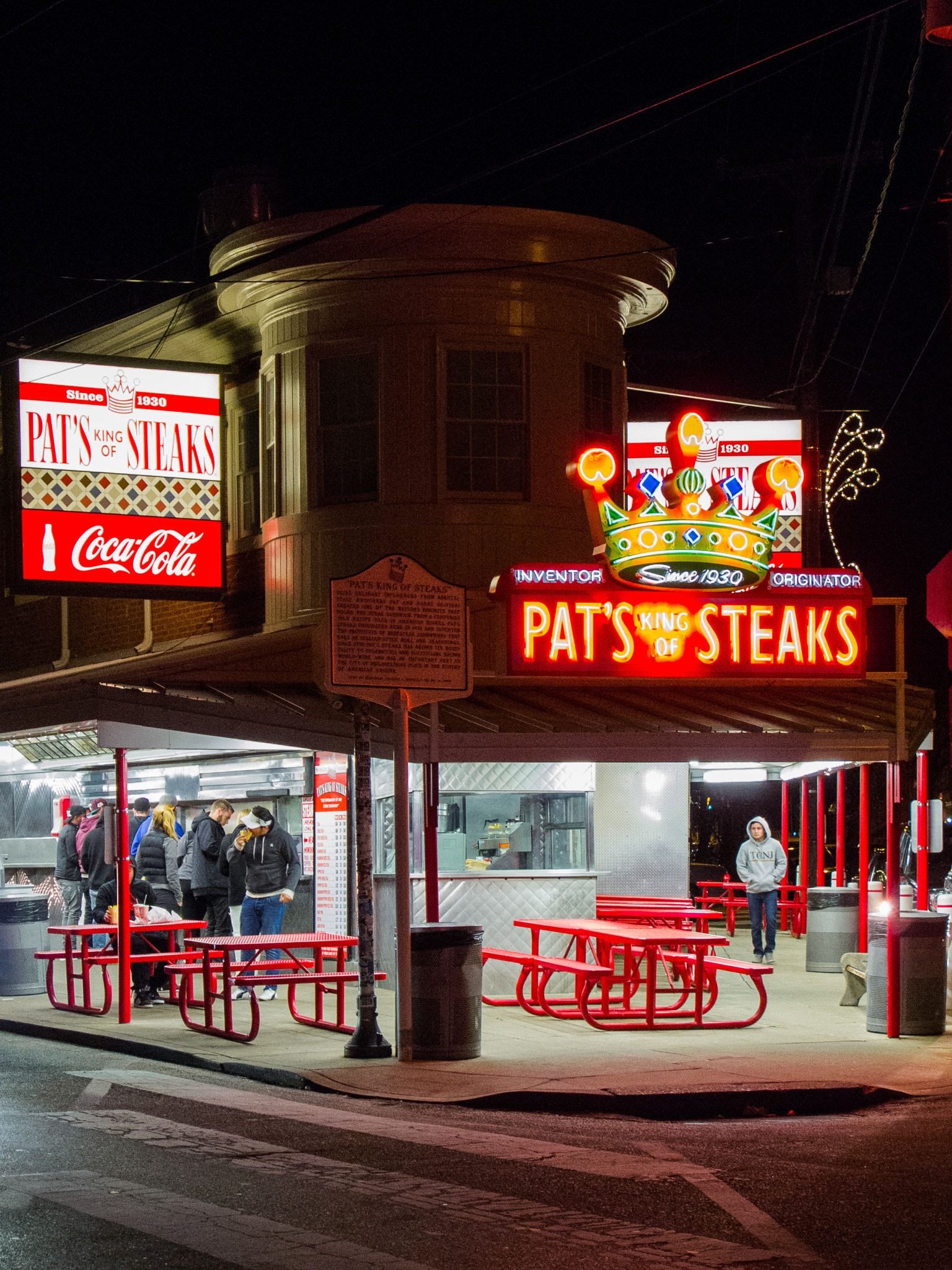
Pat's King of Steaks, Philadelphia

Ursprünglich wurde das Sandwich ohne Käse zubereitet; Olivieri sagte, dass der Provolone erst von „Cocky Joe“ Lorenza, einem Manager der Filiale in der Ridge Avenue, hinzugefügt wurde. Für die Olivieri-Geschichte gibt es jedoch keine validen Belege, und wie viele solcher Ursprungsgeschichten wird sie durch Nacherzählungen aufrechterhalten. Es ist gut möglich, dass das Käsesteak nach und nach unter anonymen Köchen auftauchte und sich verbreitete.

## Zubereitung
Traditionell wird dünn geschnittenes Rib-Eye- oder Rinderkeule verwendet, aber auch andere Rindfleischsorten kommen zum Einsatz. Auf einer leicht geölten Grillplatte werden die Steakscheiben bei mittlerer Temperatur schnell gebräunt und dann mit einem flachen Spatel in kleinere Stücke zerhackt. Dann werden die Käsescheiben über das Fleisch gelegt, so dass sie schmelzen, und das Brötchen wird auf den Käse gelegt. Die Mischung wird dann mit einem Spatel in das Brötchen gedrückt, das anschließend halbiert wird.
Übliche Beilagen sind sautierte Zwiebeln, gegrillte Pilze, Ketchup, scharfe Soße, Salz und schwarzer Pfeffer. In Philadelphia werden Cheesesteaks ausnahmslos auf Hoagie-Brötchen serviert. Unter den verschiedenen Marken sind die Amoroso-Brötchen die bekanntesten; diese sind lang, weich und leicht gesalzen. Außerhalb Philadelphias kommen auch andere Brötchen zum Einsatz.
Als Käse werden vorwiegend Provolone, American Cheese (eine Käsezubereitung aus Cheddar, Colby oder Frischkäse, der mit Emulgatoren, Salz, Farbstoffen, Säuerungsmittel sowie bis zu fünf Prozent weiteren Milchfetten hergestellt wird) oder Cheez Whiz (Sprühkäse mit 35 % Cheddarkäse) verwendet.

## Varianten
- Ein Chicken Cheesesteak oder Chicken Philly wird mit Hähnchen- statt Rindfleisch zubereitet.[14][15]

- Ein Mushroom Cheesesteak ist ein Cheesesteak mit Pilzen.[16][17]

- Ein Pepper Cheesesteak ist ein Cheesesteak mit grüner Paprika, scharfer Kirschpaprika, langer scharfer Paprika oder süßer Paprika.[18]

- Ein Pizzasteak ist ein Cheesesteak, das mit Pizzasauce und Mozzarella belegt ist und im Ofen gegrillt werden kann.[19]

- Ein Cheesesteak Hoagie enthält zusätzlich zu den traditionellen Zutaten Salat und Tomaten und kann weitere Elemente enthalten, die in einem Hoagie (klassisches Fastfoodbrötchen, eine Mischung aus Brioche und Hot-Dog-Brötchen) serviert werden.[20]
- Ein Salmon Cheesesteak wird mit Lachsfilet, Brokkoli oder Spinat serviert.[21]

- Ein Vegan Cheesesteak ist ein Cheesesteak, bei dem Steak und Käse durch vegane Zutaten ersetzt werden, z. B. Seitan oder Pilze für das Steak und Käse auf Sojabasis.[22][23]

- Ein Steak Milano ist ein Cheesesteak mit gegrillten oder gebratenen Tomaten und Oregano.[24][25]

- Das Heater wird bei Baseballspielen der Phillies im Citizens Bank Park serviert, so genannt, weil es eine scharfe Variante ist, die mit Jalapeños, Buffalo-Sauce und Jalapeño-Cheddar belegt ist.[26]

- Eine Variante in Lahore verwendet Masalas und indo-pakistanische Gewürze.[27]

## Trivia
Seit 1994 wird am 24. März der National Cheesesteak Day begangen. Ursprünglich von vier Schülern aus Philadelphia erfunden, bekam er in den 2000er Jahren zunehmend mediale Resonanz und hat sich etabliert.
Der demokratische Präsidentschaftskandidat 2004, John Kerry, bestellte 2003 bei Pat's ein Cheesesteak mit Schweizer Käse. Die Presse in Philadelphia machte sich darüber lustig.